# Río Nevado (Snowbourn)

En el universo imaginario de Tolkien el Nevado (Snowbourn) es uno de los Ríos más importantes de Rohan. Nace en las Montañas del Cuerno Blanco en las estribaciones del Pico Afilado, una montaña muy alta y de nieves eternas, y recibía como afluente todos los arroyos nacidos en las pendientes de la Cordillera. 
Sus aguas  pasaban por  el Valle Sagrado, cercano a la pared occidental del Pico Afilado; en el que para entrar había que trasponer un vado; allí se le unía un arroyo nacido en la parte alta de una quebrada que descendía hacia el Valle; este hermoso curso de agua, caía en bellas cascadas. Trasponía la aldeas de Bajo del Sagrario y Nevado Alto, ubicadas en el valle, para dirigirse, rápido a Edoras.
En la capital del reino y en uno de los manantiales que lo engrosaban, que se ubicaba al pie de las escaleras que conducían al palacio de Meduseld; los Rohirrim hicieron una hermosa talla de piedra representando una Cabeza de Caballo por la que manaba. 
El Río bajaba rápidamente hacia la llanura y más allá de las colinas describía, una curva amplia y se alejaba; volcando sus Aguas hacia el Este para desembocar en el lecho del Entaguas. “(...)El suelo era verde; en los prados húmedos y a lo largo de las orillas herbosas crecían muchos sauces...”  En la parte baja de las tierras había un vado por donde cruzaban los soldados y viajeros que se dirigían a la ciudad.

## Etimología del Nombre
Su nombre proviene del Inglés Antiguo “(...)Snáwburna, snáw (nieve) + burna(n) (arroyo). Significa ‘arroyo de nieve’, aunque un significado más preciso sería ‘arroyo burbujeante de nieve’, dado que la palabra burna viene del verbo beornan, ‘burbujear, hervir’. En español se ha traducido simplemente como Nevado, sin explicitar el elemento de ‘corriente’
- Datos: Q2149249